# Elacatinus jarocho
Elacatinus jarocho es una especie de peces de la familia de los Gobiidae en el orden de los Perciformes.

## Morfología
Los machos pueden llegar a alcanzar los 2,7 cm de longitud total.

## Distribución geográfica
Se encuentra en los  arrecifes de coral de Veracruz (México ).

## Observaciones
Es inofensivo para los humanos.